# San Julián (El Franco)
San Julián (oficialmente y en asturiano: San Xuyán) es una aldea perteneciente a la parroquia de Villalmarzo, en el concejo de El Franco, comarca de Eo-Navia, Principado de Asturias, España.